# Niels Christian Kaldau
Niels Christian Kaldau (22 de diciembre de 1974) es un deportista danés que compitió en bádminton. Ganó una medalla de bronce en el Campeonato Europeo de Bádminton de 2006, en la prueba individual.

## Palmarés internacional
| Campeonato Europeo | Campeonato Europeo       | Campeonato Europeo | Campeonato Europeo |
| Año                | Lugar                    | Medalla            | Prueba             |
| ------------------ | ------------------------ | ------------------ | ------------------ |
| 2006               | Den Bosch (Países Bajos) | Medalla de bronce  | Individual         |